# Paarlemoervis
De paarlemoervis (Argyropelecus affinis) is een straalvinnige vis uit de familie van diepzeebijlvissen (Sternoptychidae), orde Draakvisachtigen (Stomiiformes), die voorkomt in de Grote, Atlantische en Indische Oceaan.

## Kenmerken
Argyropelecus affinis kan een maximale lengte bereiken van 8 centimeter. De ruggengraat van de vis bevat 38 tot 41 wervels. De soort heeft één rugvin en één aarsvin. Er zijn 8 vinstralen in de rugvin en 12 tot 14 vinstralen in de aarsvin. De romp achter de kop is tamelijk hoog. De flanken zijn zilverkleurig, met daaronder een ononderbroken rij buisvormige, neerwaarts wijzende fotoforen, die hun omtrekken aan de onderzijde verhullen. Belagers worden in verwarring gebracht door de telkens aan en uit knipperende fotoforen. Tevens hebben ze grote, buisvormige ogen en een bovenstandige bek.

## Leefwijze
Het dieet van de vis bestaat hoofdzakelijk uit dierlijk voedsel, met name zoöplankton. Deze worden naar binnen gezogen in hun geopende bek.

## Leefomgeving
Argyropelecus affinis is een zoutwatervis die voorkomt in diep water. De soort komt voor in alle oceanen in een brede gordel rond de evenaar, op een diepte tot 3872 meter.

## Relatie tot de mens
Argyropelecus affinis is voor de visserij van geen belang. De soort staat niet op de Rode Lijst van de IUCN.